# Карпенко Микола Сергійович
Карпе́нко Мико́ла Сергі́йович — майор Збройних сил України.
Станом на лютий 2017-го — начальник штабу, 81-ша окрема аеромобільна бригада.

## Нагороди
За особисту мужність і високий професіоналізм, виявлені у захисті державного суверенітету та територіальної цілісності України, вірність військовій присязі, відзначений — нагороджений
- орденом Богдана Хмельницького III ступеня (31.7.2015)